# Spixhe
Spixhe  est un hameau de la commune belge de Theux située en Région wallonne dans la province de Liège.
Avant la fusion des communes de 1977, le hameau faisait déjà partie de la commune de Theux.

## Situation
Ce hameau est située au sud de l'agglomération de Theux en direction de Spa. Il se situe au confluent du ruisseau de Targnon et du Wayai qui se jette quelques centaines de mètres plus loin dans la Hoëgne. 
Spixhe se concentre sur les rives du Wayai tandis que Staneux est situé plus haut sur le versant oriental de cette rivière à l'orée du bois de Staneux.